# Home Fries
Home Fries (Brasil: Nosso Louco Amor / Portugal: Relações Perversas) é um filme estadunidense de 1998 dirigido por Dean Parisot e estrelado por Drew Barrymore, Luke Wilson e Jake Busey. O roteiro foi originalmente escrito pelo escritor Vince Gilligan para uma aula de cinema na Universidade de Nova York. Foi filmado em Lockhart, Taylor e Bastrop, Texas.

## Sinopse
A garçonete de hambúrgueres Sally Jackson está grávida. Quando Beatrice, a esposa do pai, descobre sobre sua infidelidade, ela envia seus filhos de um casamento anterior, os pilotos militares Angus e Dorian Montier, para dar um susto no padrasto. O caça deles faz um trabalho tão bom, sem acertá-lo, que ele tem um ataque cardíaco. Preocupados com a interferência de rádio naquela noite, eles investigam quem pode ter ouvido muito dentro do perímetro de recepção bastante vazio, e logo descobrem que apenas Sally poderia, ainda ignorando sobre seu caso com seu padrasto Henry. Dorian consegue um emprego lá, com certeza, mas logo se apaixona por ela, enquanto o idiota obcecado pela mãe Angus faria qualquer coisa por sua honra.

## Elenco
- Drew Barrymore como Sally Jackson
- Catherine O'Hara como Beatrice Lever
- Luke Wilson como Dorian Montier
- Jake Busey como Angus Montier
- Shelley Duvall como Sra. Jackson
- Kim Robillard como Billy
- Daryl Mitchell como Roy
- Lanny Flaherty como Red Jackson
- Chris Ellis como Henry Lever
- Blue Deckert como xerife
- Mark Walters como delegado
- Shane Steiner como soldado no Jeep
- Theresa Merritt como Sra. Vaughan
- Jill Parker-Jones como Instrutora de Lamaze
- Morgana Shaw como Lucy Garland